# Guglielmo Brezzi
Guglielmo Brezzi (24. prosinec 1898, Castelceriolo, Italské království – 7. duben 1969, Castelceriolo, Itálie) byl italský fotbalový útočník.
S fotbalem začínal ve vesnici Castelceriolo, stejně jako jeho bratranec Adolfo Baloncieri. Až v roce 1919 hrál prvně v nejvyšší lize za Janov. Po jedné sezoně odešel do Alessandrie, kde hrál pravidelně a vytvořil silné ofenzivní trio s Baloncierim a Carcanem. Zemřel v roce 1923 ve věku 27 let.
Za reprezentaci odehrál 8 utkání a vstřelil 5 branek. První utkání odehrál v 18. ledna 1920 proti Francii (9:4), zde vstřelil tři branky. Byl na OH 1920.

## Hráčské úspěchy

### Reprezentační
- 1x na OH (1920)